# グロトン (原子力潜水艦)
|           |                                           |
| 艦歴      |                                           |
| 発注      | 1971年1月31日                             |
| 起工      | 1973年8月3日                              |
| 進水      | 1976年10月9日                             |
| 就役      | 1978年7月8日                              |
| 退役      | 1997年11月7日                             |
| 除籍      | 1997年11月7日                             |
| その後    | 原子力艦再利用プログラム                  |
| 性能諸元  |                                           |
| 排水量    | 満載：6,143 トン、基準：5,780 トン        |
| 全長      | 110.3 m (362 ft)                          |
| 全幅      | 10 m (33 ft)                              |
| 喫水      | 9.7 m (32 ft)                             |
| 最大速    | 水上25 kt (46 km/h)、水中30+ kt (56 km/h) |
| 潜行深度  | 290 m (950 ft)                            |
| 機関      | S6G reactor 1基                           |
| 乗員      | 士官12名、兵員98名                        |
| モットー: |                                           |

グロトン(USS Groton, SSN-694)は、アメリカ海軍のロサンゼルス級原子力潜水艦の7番艦。艦名はコネチカット州グロトンに因んで命名された。その名を持つ艦としてはPCE-842級哨戒艇62番艇(PCE-900)以来3隻目。

## 艦歴
グロトンの建造は1971年1月31日にコネチカット州グロトンのジェネラル・ダイナミクス・エレクトリック・ボート社に発注され、1973年8月3日に起工した。1976年10月9日にエリオット・L・リチャードソン夫人によって命名、進水し、1978年7月8日にR・ウィリアム・ヴォーゲル3世艦長の指揮下就役した。
グロトンは1980年3月に最初の海外配備でインド洋へ出発した。グロトンはパナマ運河を経由して母港のコネチカット州グロトンに到着した。1980年10月には世界一周の巡航を完了した。
グロトンは1997年11月7日に退役、除籍された。ワシントン州ブレマートンで原子力艦再利用プログラムに従って解体される予定である。